# Palazzo di Tauride
Il Palazzo di Tauride (in russo Таврический дворец?, Tavričeskij dvorec) è uno dei più grandi ed importanti palazzi a San Pietroburgo.

## Storia e descrizione

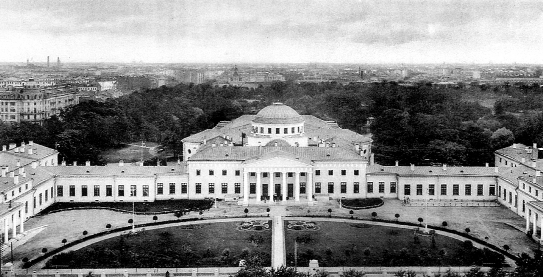
Palazzo e Giardino di Tauride alla fine del XX secolo.

Il principe Grigorij Aleksandrovič Potëmkin di Tauride incaricò il suo architetto favorito, Ivan Yegorovič Starov, di progettare la sua residenza cittadina in un rigoroso stile palladiano. Nel progetto di Starov era compreso un vasto parco ed un porto davanti al palazzo, che sarebbe stato collegato con il fiume Neva da un canale: i lavori di costruzione cominciarono nel 1783 e durarono sei anni. Considerata la più grande residenza nobiliare del XVIII secolo in Russia, il palazzo di Tauride servì da modello per innumerevoli proprietà terriere sparse nell'impero russo. Poco prima della sua morte, il 28 aprile 1791, Potemkin usò il suo palazzo per ospitare festeggiamenti e fuochi d'artificio senza precedenti con lo scopo di riconquistare gli affetti, in diminuzione, dell'Imperatrice Caterina la Grande, di cui era il favorito; la festa fu descritta da Gavriil Romanovič Deržavin nella sua più lunga composizione. Nonostante tutte le spese, Potemkin non riuscì a riconquistare il cuore dell'Imperatrice, e morì di disperazione.
Parecchi mesi dopo la sua morte, Caterina II comprò il palazzo ed ordinò all'architetto Fëdor Volkov di trasformarla nella sua residenza estiva: questi fu l'autore di molteplici miglioramenti, tra cui la costruzione del teatro nell'ala orientale e della chiesa in quella occidentale, mentre nel giardino progettò il Padiglione dell'Ammiragliato, la casa del giardiniere, l'orangerie, le serre, i ponticelli e le cancellate in ferro battuto. La scultura chiamata Venere di Tauride (ora nel Museo dell'Ermitage) rimase all'interno del palazzo dalla fine del XVIII secolo fino al metà del XIX, e da questo ha preso il nome.
L'esterno del palazzo è piuttosto normale e si contrappone profondamente con la strabiliante ricchezza degli interni. Il corridoio a cupola, uno dei più grandi in Russia, era collegato da una galleria colonnata lunga 75 metri con un giardino d'inverno. La decorazione di ogni stanza principale - compresa Stanza Cinese ed il Salone della Tappezzeria - furono distrutti dopo il 1799, quando l'imperatore Paolo I di Russia, che odiava tutto ciò che sua madre amava, lasciò che l'edificio divenisse la caserma del suo reggimento di cavalleria favorito.
Nel XIX secolo il palazzo fu restaurato da Carlo Rossi e da Vasilij Petrovič Stasov come residenza per membri secondari della famiglia imperiale e fu impiegato per ospitare balli e feste fino al 1906, quando venne trasformato nella sede del primo Parlamento russo, la Duma Imperiale di Stato. Subito dopo la Rivoluzione di Febbraio del 1917, il palazzo di Tauride alloggiò il Governo provvisorio russo ed il Soviet di Pietrogrado ed in seguito l'abortita Assemblea costituente panrussa, fino a quando nel maggio del 1918 i bolscevichi vi tennero il loro settimo congresso, in cui presero il nome di Partito Comunista dell'Unione Sovietica.

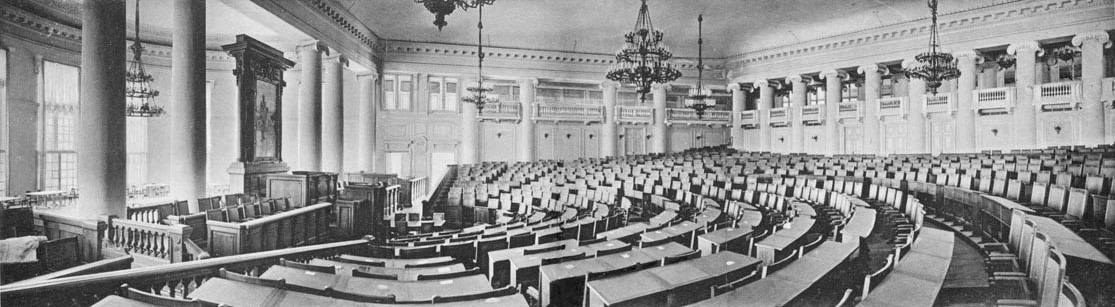
La prima Duma Imperiale

Dagli anni novanta, il palazzo di Tauride è la sede dell'Assemblea interparlamentare delle Nazioni membro della Comunità degli Stati Indipendenti: a questo scopo una grande ala vetrata è stata costruita dietro il palazzo, nel giardino di Tauride.

## Galleria d'immagini

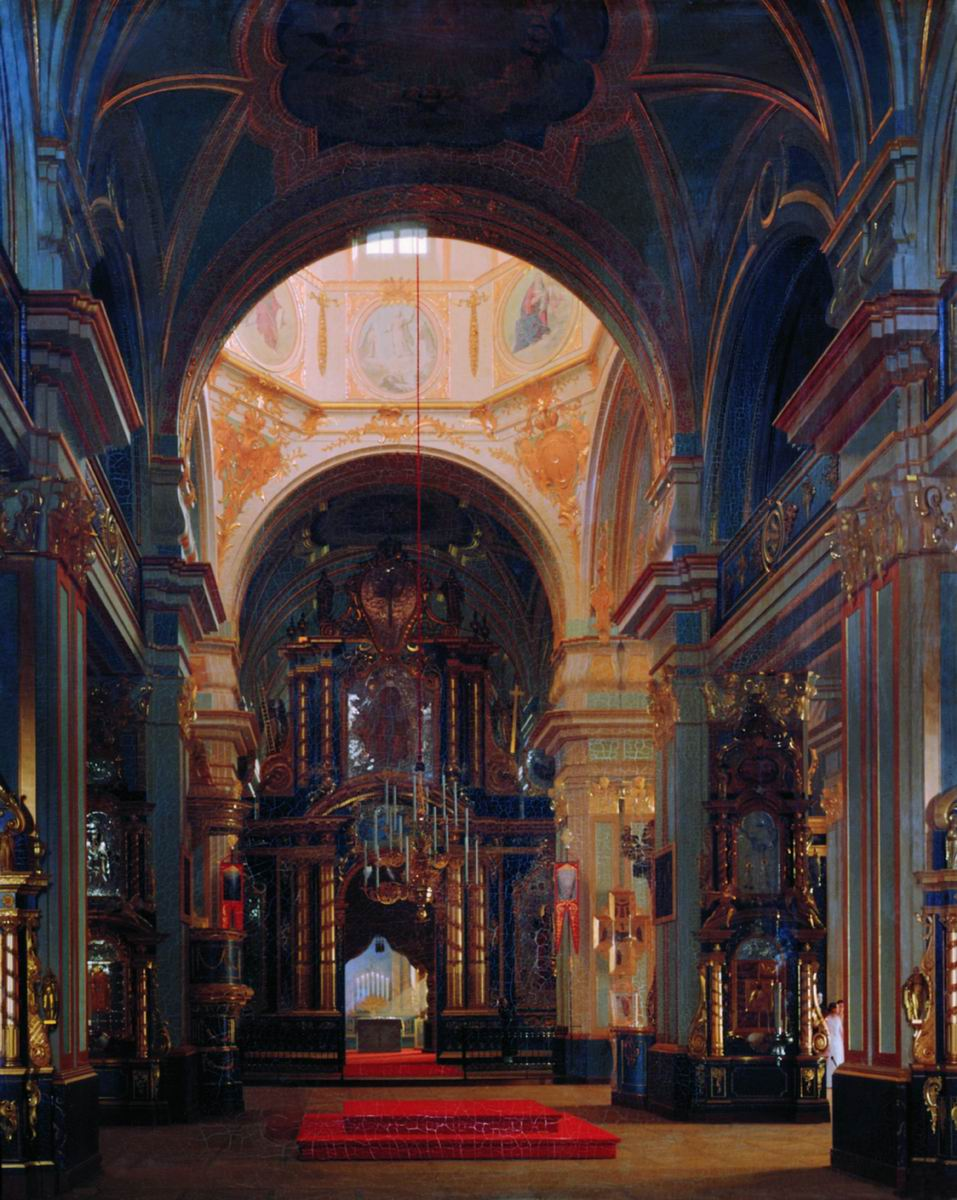
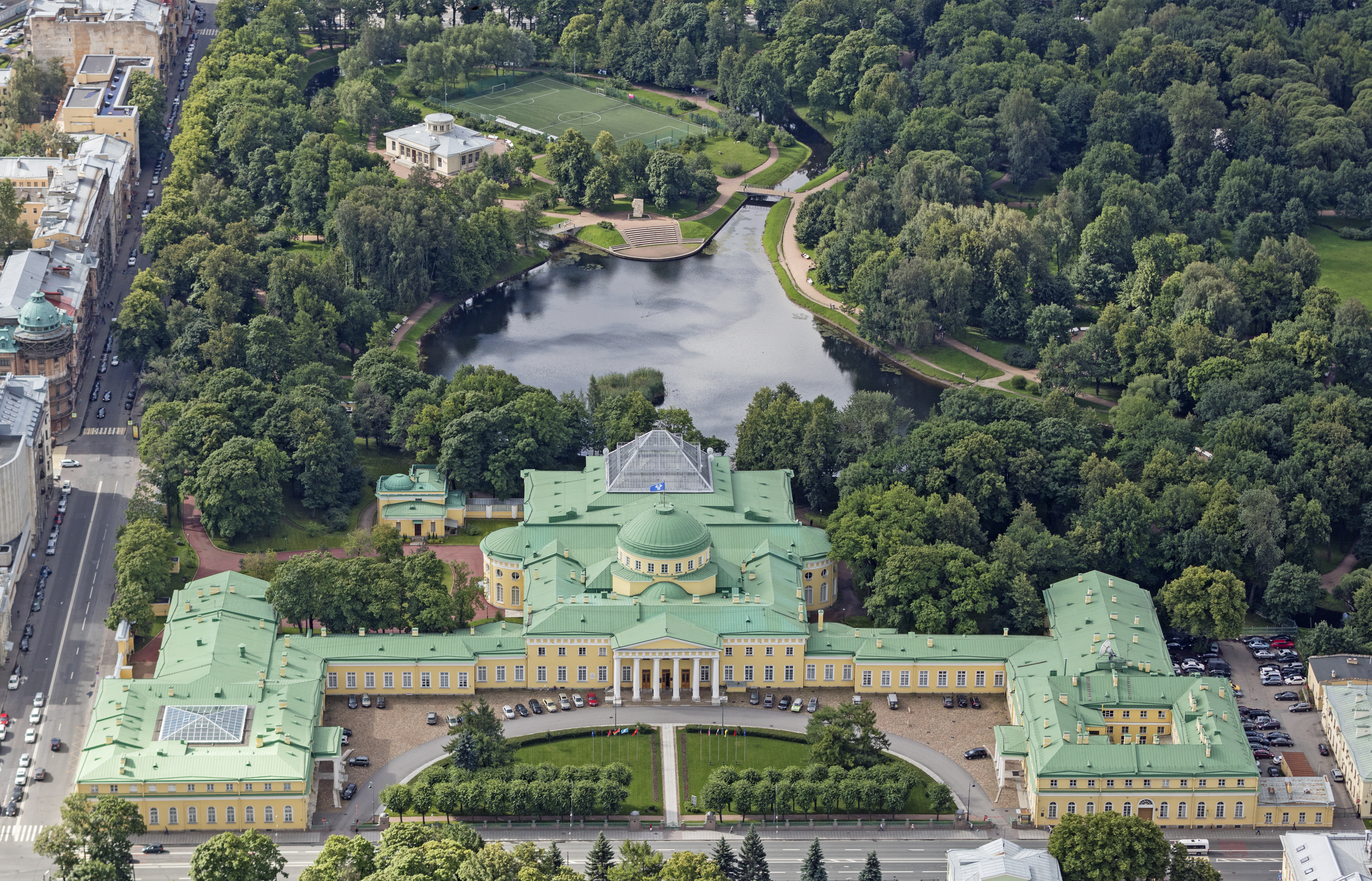
Veduta a volo d'uccello del complesso.
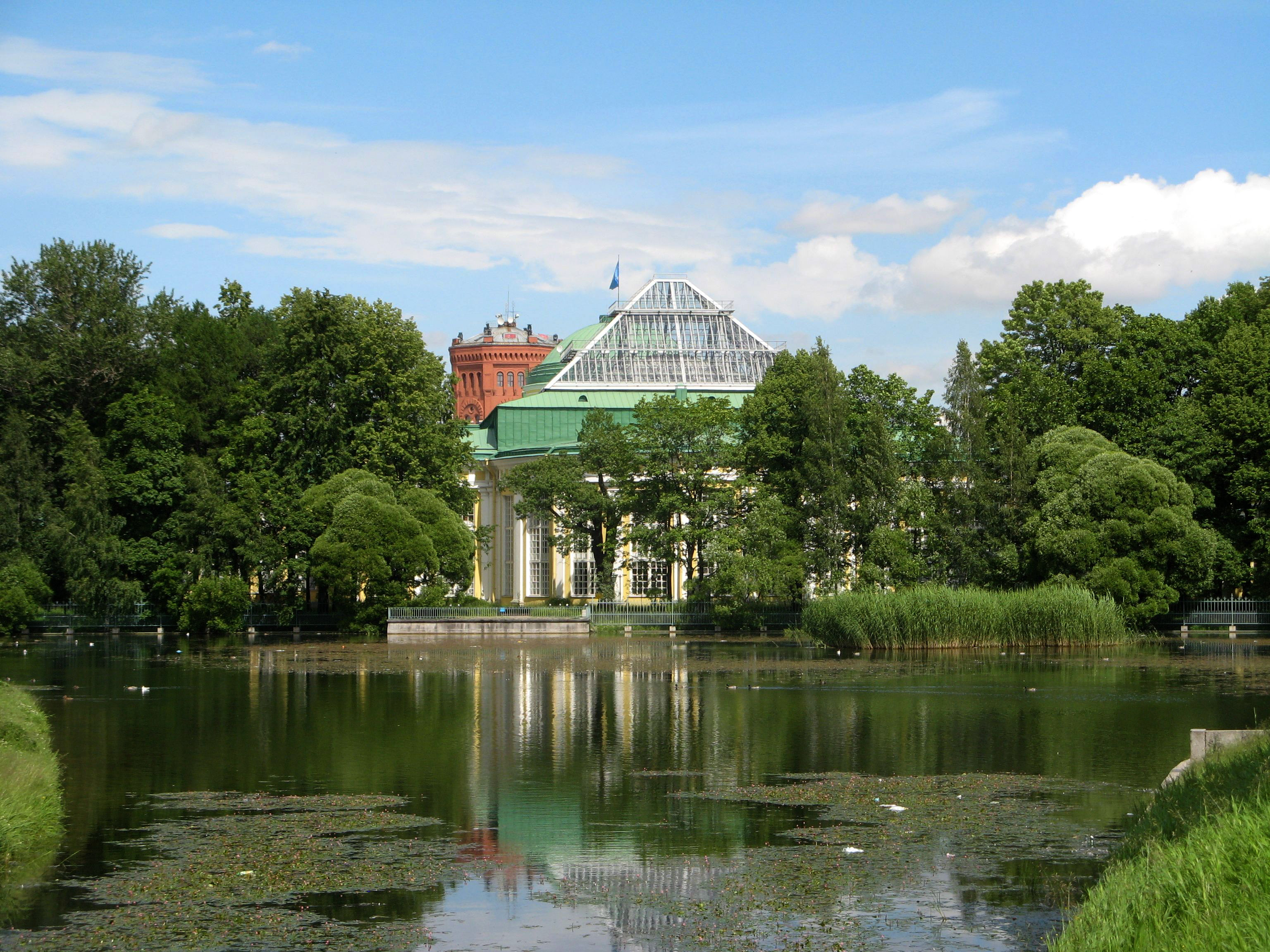
Palazzo visto dal giardino, con l'ala vetrata.
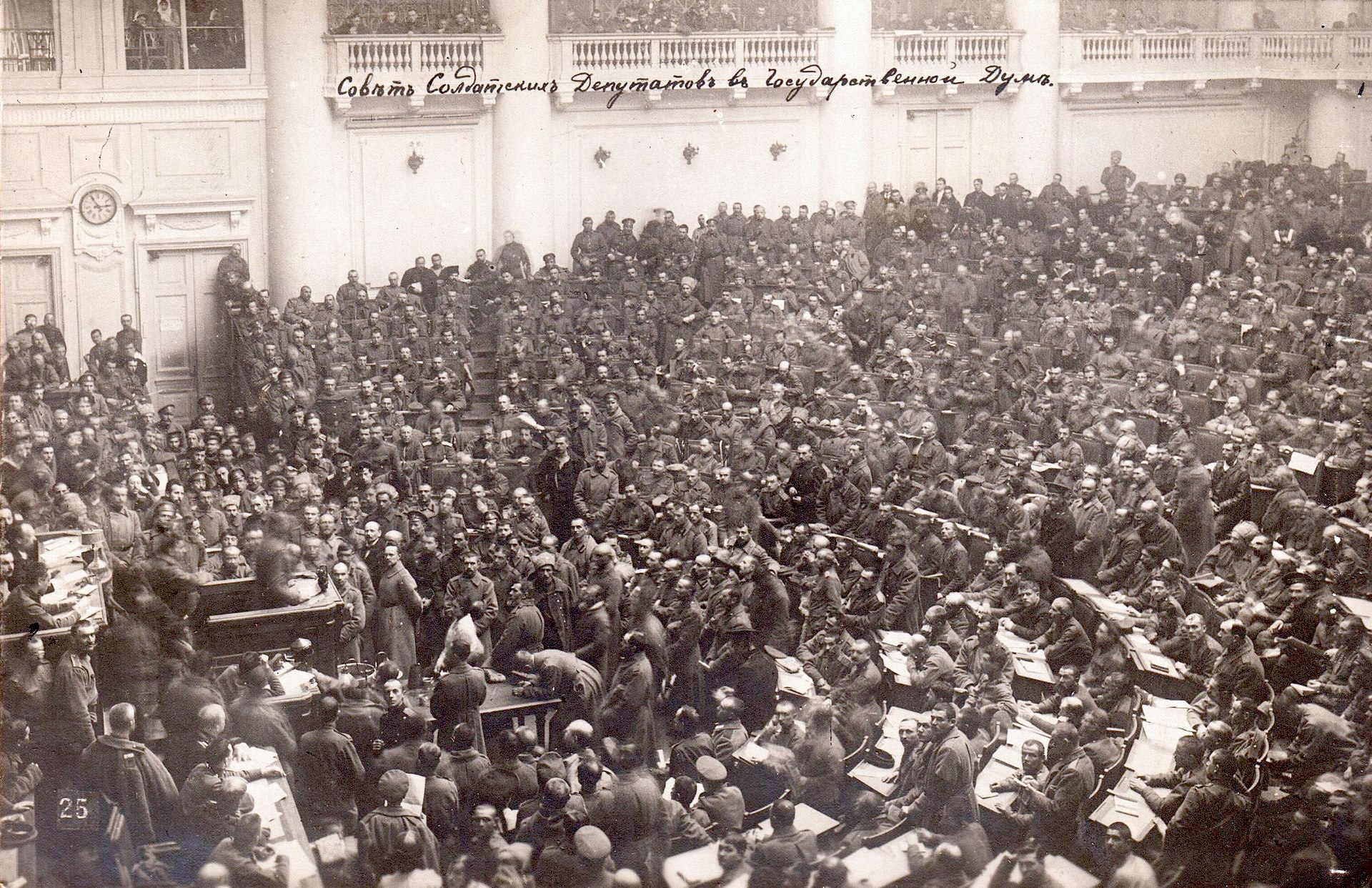
Riunione del Soviet di Pietrogrado nel 1917.
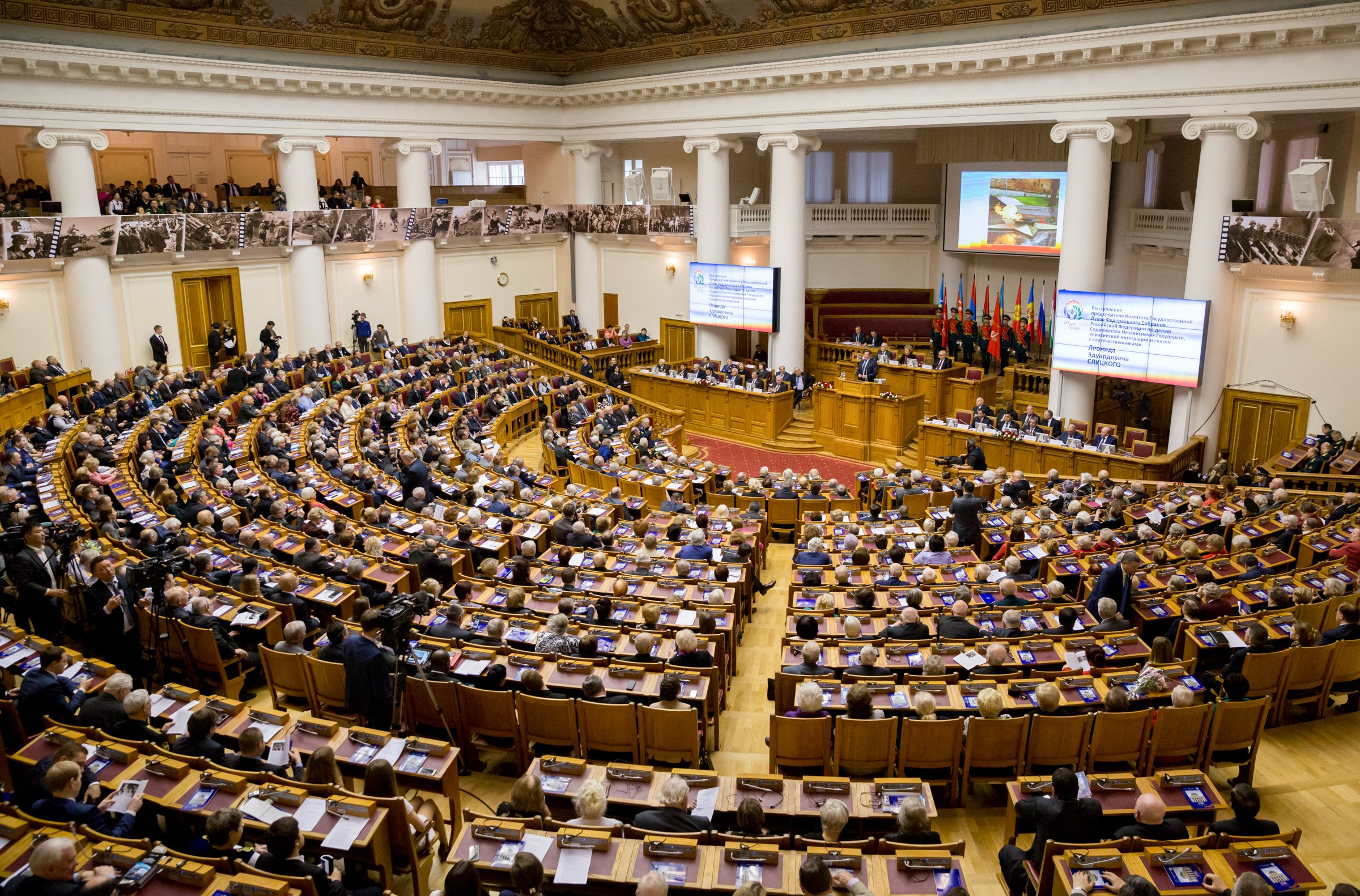
Conferenza nel palazzo.
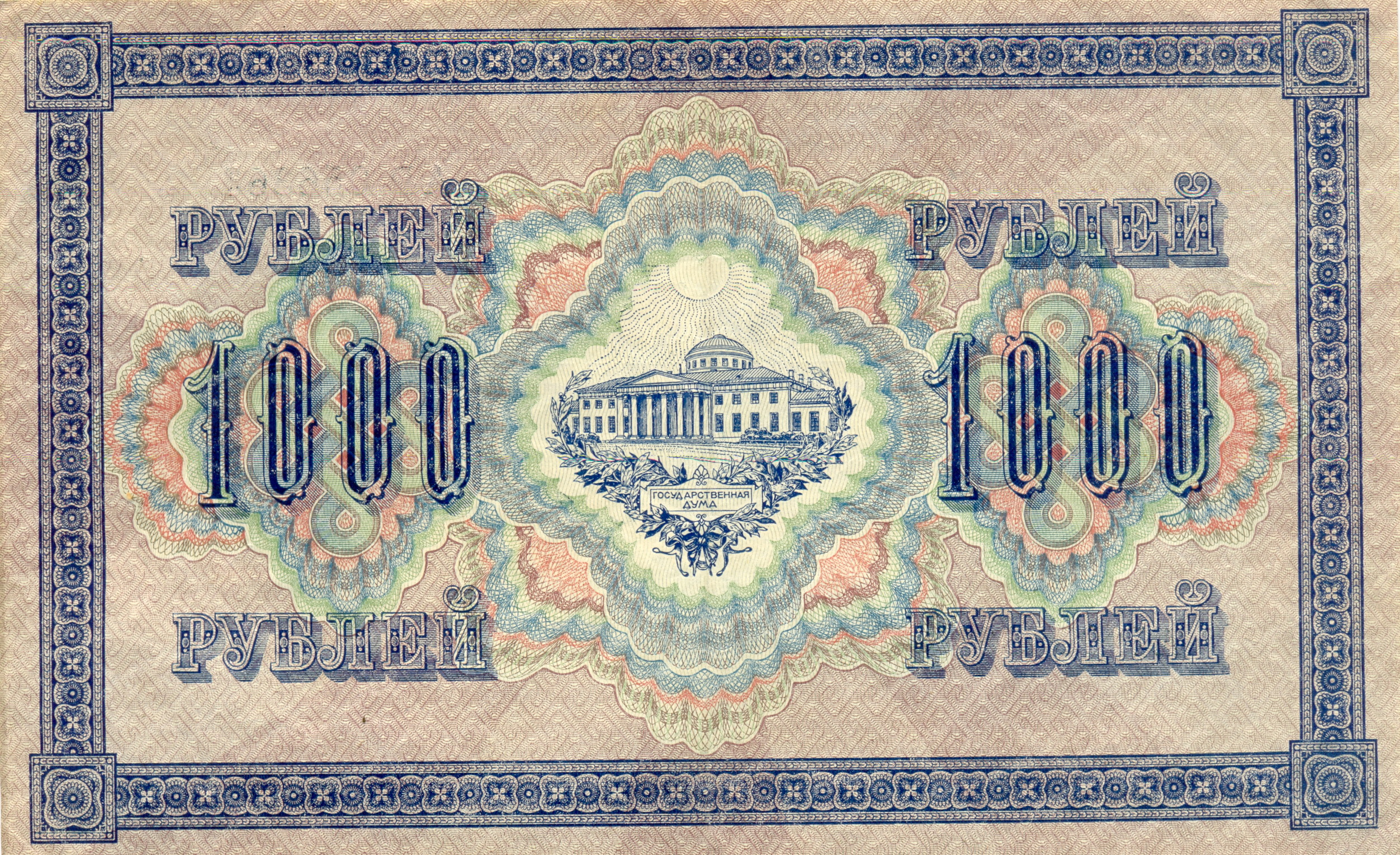
Palazzo raffigurato in una banconota da 1000 rubli.